# Microterys capensis
Microterys capensis är en stekelart som beskrevs av Annecke 1963. Microterys capensis ingår i släktet Microterys och familjen sköldlussteklar. Inga underarter finns listade i Catalogue of Life.